# 前略プロフィール
前略プロフィール（ぜんりゃくプロフィール）は、2004年に篠田裕輔により開発され、株式会社ザッパラスが提供していたウェブサイト作成サービスである。運営管理は楽天が請け負っていた。通称「前略プロフ」、「前略」。日本では、いわゆるプロフサイトの先駆けとして知られた。
2011年、DeNAの球界参入に反対する楽天側が同社が運営するモバゲーを出会い系と批判したところ、当サイトの存在を指摘され譲渡されることとなった。
手軽に携帯電話・パソコンの両方に対応した自己紹介ページを作成できる。学生が主な利用者であった。
2016年9月30日にサービス終了。

## 機能
- メール一通で登録でき質問に答えていくだけで自己紹介ページが出来る。
- TOP画面に3Dアバターや写真を載せることが出来、自分のプリ画や写メールを多くの利用者が載せている。
- 申請すればGuest Bookの設置も可能である。
  - 設置すれば友達や趣味が同じ人から書き込みがなされることもある。
  - 掲示板に宣伝を貼り付ける業者がいるため閉鎖する利用者もいたが、その対策として前略IDでログインしなければ書き込みができなくなった。
- ページの最後にはリンク集をつけられるので友達のページやお気に入りのページをリンクすることが出来る。

## 歴史
- 2004年4月 - 前略プロフィール開設および管理人室Pr1(ID:0000000～ID:1999999)運用開始
- 2004年9月 - 管理人室Pr2(ID:2000000～ID:3999999)運用開始
- 2006年1月 - 管理人室Pr3(ID:4000000～ID:4999999)運用開始
- 2006年4月 - 管理人室Pr4(ID:6000000～ID:6999999)運用開始
- 2006年9月 - 管理人室Pr5(ID:7000000～ID:7599999)運用開始
- 2007年1月 - 管理人室Pr6(ID:8000000～ID:8599999)運用開始
- 2007年4月 - 管理人室Pr7(ID:9000000～ID:9499999)運用開始
- 2007年6月 - 管理人室Pr8(ID:5000000～ID:5499999)運用開始
- 2007年7月 - 管理人室pr9(ID:7600000～ID:7999999)運用開始
- 2007年7月 - 管理人室pr10(ID:8600000～ID:8999999)運用開始
- 2007年7月 - 管理人室pr11(ID:9500000～ID:9999999)運用開始
- 2007年7月 - 管理人室pr12(ID:5500000～ID:5999999)運用開始
- 2007年8月 - 管理人室を統合及びIDを改編
- 2012年1月1日 - 楽天からザッパラスへ譲渡[5]
- 2016年8月31日 - 新規会員登録を停止[6]
- 2016年9月30日 - サービス終了[6]

## リニューアル
前略プロフィールは2007年9月9日にリニューアルされた。
主な変更点
- 管理人室が全て統一された。
- IDが7桁から8桁へ変更。
- 背景色が12パターンだったが新たに12パターン追加され計24パターンとなった。
- プロフィール画面上部に最終更新日時が表示されるようになった。
- 管理者画面に行き背景画像が選べるようになった。

## その他
- 期間限定でコカ・コーラや2012、バイオハザード4が前略プロフとタイアップされたことがある。
- パロディ的なサービスとして、「前略風プロフィール」が2025年7月にリリースされた。

## メディアでの取り上げ
- 書籍：『子どもの秘密がなくなる日～プロフ中毒ケータイ天国』（渡辺真由子、主婦の友新書）
- 2007年2月15日 - 日本テレビ「ズームイン!!SUPER」バードウォッチング
- 2007年7月4日  - 日本テレビ「NEWS ZERO」
- 2007年7月11日 - フジテレビ「水10!オリキュン」ヤング検定部083